# Helicarion leopardina
Helicarion leopardina é uma espécie de gastrópode  da família Helicarionidae.
É endémica da Austrália.